# NGC 4454
NGC 4454 (również PGC 41083 lub UGC 7606) – galaktyka spiralna z poprzeczką (SB0-a), znajdująca się w gwiazdozbiorze Panny. Odkrył ją William Herschel 17 kwietnia 1784 roku.